# Шевце (Келецький повіт)
Шевце (пол. Szewce) — село в Польщі, у гміні Сіткувка-Новіни Келецького повіту Свентокшиського воєводства.
Населення — 817 осіб (2011).
У 1975-1998 роках село належало до Келецького воєводства.

## Демографія
Демографічна структура на день 31 березня 2011 року:
|          | Загалом | Допрацездатний вік | Працездатний вік | Постпрацездатний вік |
| -------- | ------- | ------------------ | ---------------- | -------------------- |
| Чоловіки | 406     | 107                | 269              | 30                   |
| Жінки    | 411     | 98                 | 249              | 64                   |
| Разом    | 817     | 205                | 518              | 94                   |